# Принсесс-Алис
Принсесс-Алис (англ. Princesse Alice Bank) — банка в районе Азорских островов, Португалия. Находится в 50 морских милях (92,6 км) к юго-западу от острова Пику и 45 морских милях (83,3 км) к юго-западу от острова Фаял. Минимальная глубина отмели расположена в западной её части и составляет 35 м.

## История
Банку открыл во время океанографической кампании 9 июля 1896 г. князь Монако Альбер I на борту своего исследовательского судна «Принцесса Алиса», в честь которого и была названа банка. В этот день, в 6:00 утра, началось исследование глубинных вод, в ходе которого были обнаружены скалистые выступы на глубине 241 м, а позже — обширные «платформы». Проведение батиметрических обследований было возложено на капитана Чарльвуда Генри Карраd (1848-1918). 13 июля Альбер послал с близлежащего острова телеграмму королю Португалии Карлушу I, где сообщил о полезности открытия, в частности, о богатстве отмели рыбой.
В благодарность за открытие король наградил князя орденом Сантьяго. Капитан Генри Карр получил степень магистра.

## Значение
Для Португалии банка имеет относительно большое значение, являясь местом промысла рыбы. В этом районе Азорских островов всегда чистая вода, это позволяет вести наблюдения дна океана с поверхности. Банка пользуется популярностью у любителей рыбалки, а также у дайверов, они считают банку Принсесс-Алис одним из самых подходящих для дайвинга мест в Атлантическом океане.